# La Dorotea
La Dorotea est une narration en prose entièrement dialoguée de Lope de Vega publiée en 1632. Le critique José Manuel Blecua Teijeiro la considère comme l'« une des grandes œuvres de la prose espagnole. ».
Comme une bonne partie de la production de Lope, l'œuvre est remarquable par la symbiose caractéristique qu'elle opère entre biographie et fiction. Elle intègre ainsi de nombreux épisodes inspirés de la vie de l’auteur, en particulier d'une part ses polémiques avec le gongorisme, et d'autre part ses relations amoureuses avec deux femmes : Elena Osorio, avec qui il eut une relation de cinq ans durant sa jeunesse, et Marta de Nevares, une femme mariée dont il s'éprit en 1617 et avec qui il vécut après la mort de son mari. Vers 1627 elle perdit la vue puis quelque temps plus tard la raison. Lope publia La Dorotea quelques mois après sa mort.

## Structure et résumé
L'œuvre se divise en cinq actes, chacun à son tour divisé en plusieurs scènes : le premier en huit, le second en six, le troisième en neuf, le quatrième en huit, et le dernier en douze.
L'histoire est centrée sur le triangle amoureux formé par Dorotea et ses deux prétendants : Fernan, un jeune poète, et Don Bélan, un créole riche, plus âgé, et ayant fait fortune en Amérique. Au début du récit, Dorotea et Fernan ont une relation amoureuse, mais le souhait de sa mère Teodora de trouver un meilleur parti pour sa fille l'amène à accepter les services d'une vieille entremetteuse cupide, Gérarde, qui organise une rencontre entre eux deux. L'apprenant, Fernan décide de fuir à Séville en emportant des joyaux qu'il obtient en trompant son ancienne amante Marfise, sœur de Dorotea ; ne supportant pas son départ, Dorotea tente de se suicider, mais elle finit par rencontrer don Béla. Fernan, qui ne peut oublier Dorotea, rentre à Madrid, se bat contre don Béla et le blesse. Fernan et Dorotea se retrouvent, mais le premier l'abandonne finalement pour Marfise. Don Béla est assassiné par deux hommes et Gérarde meurt, ironie du sort pour une ivrogne, en allant chercher de l'eau pour ranimer Dorotea qui s'est évanouie en l'apprenant.

## Personnages
- Gérarde (Gerarda) : vieille entremetteuse, ivrogne, hypocrite et cupide.
- Don Fernan (Fernando) : gentilhomme. Jeune poète galant, menant une vie pauvre. Incarne l'auteur.
- Don Béla (Don Bela) : créole, homme mûr, riche et promis de Dorotea. Incarne Francisco Perrenot de Granvela, rival de Lope auprès d'Elena Osorio et neveu du cardinal Antoine Perrenot de Granvelle.
- Dorotea : la promise de Béla, fille de Teodora, elle aime Fernan.
- Marfise (Marfisa) : fille de Teodora, sœur et adjuvante de Dorotea.
- Celia : servante de Dorotea.
- Teodora : mère de Dorotea et Marfise ; persuadée par Gérarde (qui lui offre et lui promet de nombreuses richesses), elle souhaite que Dorotea épouse Don Béla.
- Laurencio : domestique de Don Béla.
- Julio : ami de Fernan.
- César : astrologue.
- Felipa : fille de Gérarde.

## Éditions
- (es) La Dorotea, Cátedra, Madrid, 1996 (contient une « Introduction à Lope de Vega » par José Manuel Blecua)
- (es) La Dorotea, Castalia, col. « clásicos Castalia », Madrid, 1987 (édition, introduction et notes de Edwin S. Morby), 496 p.  (ISBN 847039360X)
- (fr) La Dorotea, traduction de C. B. Dumaine, 1re édition 1892 par Alphonse Lemerre, éditée par Marie-Catherine Barbazza, précédée d'une étude de Suzanne Varga, Université Montpellier III, Groupe d'études ibériques, latinoaméricaines et du monde lusophone, col. « Espagne médiévale et moderne, 2 », Montpellier, 2002, 286 p.  (ISBN 2-84269-495-3)